# Илицюань
Илицюань (кит. 意力拳 «и» — мысль, сознание, воля; «ли» — сила, физическая сила; «цюань» — кулак, боевое искусство.) — буквально: «Кулак сознания, направляющий силу») — боевое искусство, внутренний стиль китайского ушу — боевое искусство семьи Чин. Илицюань позиционирует себя как искусство развития сознания, основанное на принципах тайцзи и философии чань. С 2015 года полное название стиля — Илицюань Чжунсиньдао, что означает "Боевое искусство осознанности. Путь нейтральности".
Основатель стиля — Чин Ликюн (произношение с учётом правил Цзэн Лицян, кит. 曾力強). Сооснователь стиля и действующий глава школы, «хранитель врат» Илицюань — Чин Фансён (произношение с учётом правил Цзэн Фаньсянь, кит.: 曾帆祥, имя в США — Сэм Ф. С. Цзэн).

## История
Основатель стиля Илицюань Чин Ликюн родился в Малайзии, в семье китайской народности хакка. Он изучал боевые искусства у многих учителей, в том числе практиковал "лицзяцюань" (одна из школ "кэцзяцюань" - боевого мастерства народности хакка) у шифу Ли Сума (Li Sum). После этого он учился стилю "фэнъяньцюань" («глаз феникса» - в основе техники лежат удары по меридианным точкам) у шифу Лэна. Последним его учителем был шифу Ли Камчоу, у которого он изучал стили "фэнъян жуицюань", "синъи багуа" и "люминьпай" ("люминьпай" - одна из восьми крупнейших школ боевых искусств "кэцзяцюань", последняя среди прочих включает в себя "чжуцзяцзяо", "чжунцзяцзяо", "лицзяцзяо" (синоним "лицзяцюань"),  "дяоцзяцзяо", "юэцзяцзяо", "люфэншань цюаньпай", "куньлун цюаньпай") . Изучив все эти три стиля, Чин Ликюн осознал и выделил основные движения, соответствующие структуре и природе человеческого тела. Хотя основой его искусства можно назвать стиль Фэнъянжуицюань, но за годы практики он пришел к выводу, что стиль, созданный им, — это искусство самопознания и самореализации как ментальных (И), так и физических (Ли) кондиций человека, и дал ему название Илицюань.
Чин Фансён пишет : «В результате долгих лет тренировок мой отец понял и растворил в себе все виды искусств, которые он тренировал ранее. Он продолжил свои исследования и пошел дальше того, что изучил. Он пришел к выводу, что это искусство самопознания и самореализации как ментального ("И"), так и физического ("Ли"). Чувствуя неудобство назвать своё искусство именем какого-либо стиля, он назвал его Илицюань».
В 1976 году патриарх Чин Ликюн создал в Малайзии Ассоциацию Илицюань.
Его сын Чин Фансён (род. в 1954 г.) — сооснователь стиля Илицюань, учился у отца с тринадцати лет и полностью овладел его методикой. В течение 16 лет он преподавал Илицюань в Малайзии и Австралии. В 1991 году мастер Чин Фансён с семьей переезжает в США, штат Калифорния.
В это время большое влияние на него оказал Жу Тэнчэнь, уроженец Тайваня, который работал в чань-буддийском храме Чжуаньян-сы (штат Нью-Йорк). Они часто проводили время вместе, обсуждая, как принципы Илицюань соотносятся с философией буддизма. По рекомендации Жу Тэнчэня мастер Чин Фансён переезжает в монастырь, где выполняет работу разнорабочего.
Чин Фансён в своей книге пишет : «Вскоре после того, как я начал работать в монастыре, меня попросили начать занятия по боевым искусствам... Я решил начать обучение своему семейному искусству Илицюань по предложению и при поддержке Жу Тэнчэня. Он полагал, что Илицюань поможет лучше понять принципы буддизма, и наоборот». Используя свои знания и навыки, мастер Чин Фансён помогает монахам в реабилитации после прохождения ими различных практик.
В 1992 г., в США, он, опираясь на философию и принципы чань, переосмыслил концепцию обучения боевому искусству и создал первую программу обучения Илицюань.
В 2006 году он опубликовал на английском языке книгу «I Liq Chuan — Martial Art of Awareness» («Илицюань: боевое искусство Осознанности»).
В августе 2009 г. состоялся восьмидесятилетний юбилей патриарха Илицюань Чин Ликюн. На праздновании патриарх вручил документ о полной передаче прав Чин Фансёну — своему сыну и сооснователю стиля. С 2009 г. Чин Фансён является главой Школы, «хранителем врат» (кит. 掌門人 — чжанмэньжэнь) Илицюань и представляет первую линию поколений в Илицюань. С 2015 года действующий патриарх Чин Фансён принимает решение выделить философию и концепции Илицюань названием Чжунсиньдао - путь нейтральности.
7 июля 2014 года скончался мастер Чин Ликюн.
Мастер Чин Фансён был внесен Федерацией ушу (кун-фу) США в зал славы как выдающийся мастер. В настоящее время мастер Чин Фансён не прекращает проводить семинары по всему миру, ведет занятия в Нью-Йорке и в монастыре Чжуаньян-сы (штат Нью-Йорк).
Сегодня школы Илицюань распространены почти по всему миру: США, Россия, Канада, Австралия, Малайзия, Англия, Польша, Австрия, Словакия, Словения, Германия, Израиль, Япония,  Болгария, Беларусь, Казахстан, Норвегия, Франция, Латвия, Литва, Украина. Все они объединены в Ассоциацию Боевого Искусства Семьи Чин Илицюань (CFILC). Членство в CFILC оформляется без экзаменов по желанию заявителя. Оформление членства дает возможность получать ученические и инструкторские степени по Илицюань, а также посещать международные мероприятия, семинары, мастер-классы, ретриты и учебно-тренировочные сборы по Илицюань в России и за рубежом.

## Особенности стиля
«Изучение искусства — это не процесс накапливания информации и подражания каким-нибудь техникам; это процесс познания и реализации того, что уже присутствует в тебе»,- говорит Чин Фансён. В качестве внутреннего стиля кунфу, Илицюань, в отличие от внешних стилей, строится не на изучении отдельных приемов и формальных комплексов, а уделяет особое внимание развитию внутренней силы посредством формирования сознания (и 意) и создания специальной телесной структуры, действующей в пределах проявления внутренней энергии практикующего. Для наиболее эффективного изучения ушу Илицюань Чин Фансён детально разработал систему принципов и концепций, на которых основан стиль, а также методологию преподавания. Все это в совокупности образовало систему Илицюань.

## Система Илицюань

### 1.Философия, концепции и принципы

#### Шесть физических принципов
1. Расслабление
2. Центр притяжения
3. Выравнивание
4. Точка верхнего центра, Центр массы тела
5. Внутренний и внешний круг
6. Координирующая сила вращения

#### Три ментальных фактора
1. Нейтральность
2. Бесформенность
3. Пребывание в настоящем моменте

#### Ощущение таковости
1. Медитация осознанности

### Объединение ментального и физического

#### Пятнадцать базовых упражнений
1. Стойка (чжанчжуан, медитация осознавания в позиции стоя)
2. Вбирание и выпускание
3. Упражнения в горизонтальной плоскости
4. Упражнения во фронтальной плоскости
5. Упражнения в сагиттальной плоскости
6. Упражнения в трех плоскостях одновременно
7. Сжатие и расширение
8. Течение иньской и янской энергий по макрокосмической орбите (кит. "Дачжоутянь")
9. Дыхание туна
10. Ориентирование ладони
11. Вогнутость и выпуклость
12. Смещение веса и вращение в бедрах
13. Перемещения
14. Удары ногами по четырем направлениям
15. Бросания рук по восьми направлениям

#### Тренировка Формальных комплексов
1. Двадцать одна форма
2. Форма Ладони-Бабочки

### Объединение себя с противником

#### Тренировка с партнером
1. Вращающие руки
2. Липкие руки
3. Циньна (искусство заломов и захватов)
4. Саньда (свободный  бой)

Вращающие руки - восемь кругов тренируются с партнером. Это упражнение на распознавание качеств точки контакта через восемь вращений включают в себя все базовые упражнения, но в процессе контакта с партнером. 

Липкие руки - развивают чувствительность на точке контакта с партнером, так, что вы можете применить соответствующие действия и проникнуть в защиту противника. Это упражнение для того, чтобы чувствовать, как удерживать устойчивость и быть способным генерировать силу, и распознавать, как вывести своего партнера из баланса.

Изучающие Илицюань постигают искусство посредством проникновения в его философию и путём упражнений, в процессе выполнения которых учатся чувствовать поток внутренней энергии ци и управлять им (цигун и нэйгун). Главной целью этой практики является приведение к балансу всех систем организма и достижение полного самоконтроля, осознанного бытия и гармонии души и тела.
В качестве боевого искусства Илицюань позволяет практикующему ощутить свою силу, еe границы, и способы наилучшего использования силы для защиты и атаки, что достигается с помощью приведения в баланс мышц инь и ян(сгибателей и разгибателей), осознания пределов движения в каждом из трех измерений, трансформации внутренней энергии во внутреннюю силу.

## Учебная программа стиля
В настоящее время мастер Чин Фансён не имеет возможность контролировать тренировочный процесс каждого ученика, как это происходит при традиционном китайском обучении стилю в кругу семьи. В связи с этим в 2005 году он ввёл в систему 11 ученических и 6 инструкторских уровней. Особняком стоит ученический и инструкторский уровень "Медитация и философия". Также существуют три мастерских уровня Илицюань.
Во время тренировок, семинаров и прочих официальных мероприятиях надевается униформа школы и обязательной частью является пояс, где соответствующими полосками отмечен ученический, инструкторский или мастерский уровень. Достижения определяются различным количеством и цветом полосок, пришитых к поясу (используются цвета - синий, белый, желтый, красный). Синий цвет используется для детских уровней, остальные - для взрослых.

### Ученические уровни
Экзамены в Илицюань дают ученикам возможность подтвердить, что их понимание теоретических концепций и практические навыки протестированы и проверены. Прохождение аттестации помогает гарантировать, что ученики не пропустят какие-либо важные развивающие шаги, перед тем как перейти на следующий уровень. К аттестационным экзаменам на ученические уровни допускаются только члены CFILC. Членство в CFILC дает право именоваться учеником (условно нулевого уровня)  и носить пояс без полосок с нашивкой школы.
Минимальный материал, который необходимо продемонстрировать для прохождения аттестации:
- Ученик 1-го уровня (одна белая полоска) — Базовые упражнения 1 — 10
- Ученик 2-го уровня (две белые полоски) — Базовые упражнения 11 — 15
- Ученик 3-го уровня (три белые полоски) — 21 форма Илицюань
- Ученик 4-го уровня (четыре белые полоски) — Форма Ладони-Бабочки, фацзинь
- Ученик 5-го уровня (одна жёлтая полоска) — Вращающие руки, стоя на месте
- Ученик 6-го уровня (две жёлтых полоски) — Вращающие руки в движении (с шагами)
- Ученик 7-го уровня (три жёлтых полоски) — Верхние липкие руки
- Ученик 8-го уровня (четыре жёлтых полоски) — Нижние липкие руки
- Ученик 9-го уровня (пять жёлтых полосок) — Свободные липкие руки в движении (с шагами)
- Ученик 10-го уровня (шесть жёлтых полосок) — Циньна (болевые захваты)
- Ученик 11-го уровня (семь жёлтых полосок) — Свободный бой
- Ученик уровня "Медитация и философия" — Медитация, концепция и философия

Минимальные требования для допущения к аттестации:
- Для сдачи на 1-4 уровни минимальное время занятий 0,5 года, содержащие не менее 50 часов.
- Для сдачи на 5-11 уровни минимальное время занятий 1 год.
- Для сдачи на уровень "Медитация и философия" минимальное время занятий 6 лет и минимум достигнуть 3-го ученического уровня,а также прохождение минимум трех семидневных медитационных ретритов.

Аттестация на ученические уровни проводится комиссией, состоящей из инструкторов и мастеров школы Илицюань. Во время аттестации необходимо продемонстрировать соответствующие упражнения (уровни 1-4 самостоятельно, уровни начиная с 5-го с партнером) и практическое применение с партнером, а также ответить на теоретические вопросы.

### Инструкторские уровни
После достижения 3-го ученического уровня, ученик имеет право обратиться с просьбой об одобрении для изучения инструкторской программы.
- Инструктор 1 степени (минимум ученик 3-го уровня) - 15 базовых упражнений и применение 21 формы
- Инструктор 2 степени (минимум ученик 4-го уровня) - Применение формы Ладони-Бабочки
- Инструктор 3 степени (минимум ученик 6-го уровня) - Вращающие руки
- Инструктор 4 степени (минимум ученик 8-го уровня) - Липкие руки
- Инструктор 5 степени (минимум ученик 10-го уровня) - Циньна, свободный стиль липких рук в движении
- Инструктор 6 степени (минимум ученик 11-го уровня) - Саньда, свободный бой.
- Инструктор концепций медитации и философии (минимальный ученический уровень Медитация и философия), при изучении всей системы присваивается автоматически. Также этот уровень можно получить отдельно, при прохождении специальной программы.

Инструктора на одном конце пояса имеют ученические полоски, а на другом - красные полоски (от одной до шести), обозначающие инструкторские уровни.

### Мастерские уровни
1. Искусные руки (англ.: Good Hands) Китайское название «Сознание и Сила слиты Воедино» (意力合一 «и ли хэ и»)
2. Чудесные руки (англ.: Wondery Hands) Китайское название «Сознание Господствует над Силой» (意控制于力 «и кунчжи юй ли»)
3. Таинственные руки (англ.: Mystery Hands) Китайское название «Использовать Сознание, не использовать Силу» (用意不用力 «юн и бу юн ли»)

## Спортивные достижения
Ученики школы Илицюань принимают участие в соревнованиях по туйшоу, тайцзицюань, вин чун, муай тай, саньда, кикбоксингу, дзюдо и другим видам спортивных единоборств, демонстрируя эффективность стиля Илицюань, не только как искусства самопознания, но и как боевого искусства.